# Cetoconcha margarita
Cetoconcha margarita is een tweekleppigensoort uit de familie van de Cetoconchidae. De wetenschappelijke naam van de soort is voor het eerst geldig gepubliceerd in 1886 door Dall.